# Trianon (bageri)
 For alternative betydninger, se Trianon. (Se også artikler, som begynder med Trianon)
Trianon er et dansk engrosbageri og en bagerikæde med hovedsæde i Kastrup. Firmaet er kongelig hofleverandør.

## Historie
Trianon blev grundlagt af bagermester Jørgen Anton Ludvig Vinther den 15. september 1940, da han som søn af en bagermester i Næsby på Lolland overtog en bagerbutik på Nygårdsvej på Østerbro.
Virksomheden voksede, og i 1959 overtog bagermester Vinther det kongelige hofbageri E. Rubows Eftf., Vimmelskaftet 37 (Strøget). Den 4. marts 1970 fik Trianon selv prædikat af kongelig hofleverandør. Siden har Vinthers sønner, bagermestrene Bøje Vinther og Max Vinther, overtaget Trianon, som de stadig driver. I 1999 blev Trianon tildelt Det Danske Gastronomiske Akademis hæderspris for sine franske bondebrød.
Fra Vimmelskaftet blev virksomheden drevet indtil den 15. november 1998, hvor produktionen blev flyttet til mere moderne rammer på Amerikavej på Vesterbro. Den 19. januar 2008 flyttede Trianon atter til nye lokaler på Kirstinehøj, Kastrup, hvor et nyt bageri var blevet opført.
Trianons produktion og salg af bageri- og konditorivarer retter sig især mod hoteller, hospitaler, kantiner, skoler samt andre detailhandlere. Virksomheden, som selv driver fire bageriudsalg i københavnsområdet, beskæftiger ca. 25 udlærte bagere og konditorer, hvortil kommer pakkepersonale, chauffører og rengøringspersonale.